# Gianni Trevisan
Gianni Trevisan (Vicenza, 24 ottobre 1952) è un allenatore di pallacanestro italiano, tecnico della Granarolo Basket.

## Carriera
Ha allenato il Montebelluna in Serie B2. Successivamente è passato alla Virtus Padova. Nella stagione 1991-1992, sostituisce Mario Blasone alla guida della Scaligera Verona in Serie A1.
Dal 2011 ha guidato il Granarolo Basket in Serie C regionale. Nella stagione 2016-17 ha allenato il Bologna Basket 2016, squadra che disputa le partite casalinghe a Granarolo, in Serie C Gold. Nel 2017-18 allena l'Anzola Basket in C Silver.